# 斯克麗波妮亞
斯克麗波妮亞（Scribonia，約前70年—約16年），屋大維的第二任妻子，大茱莉亞的母親。

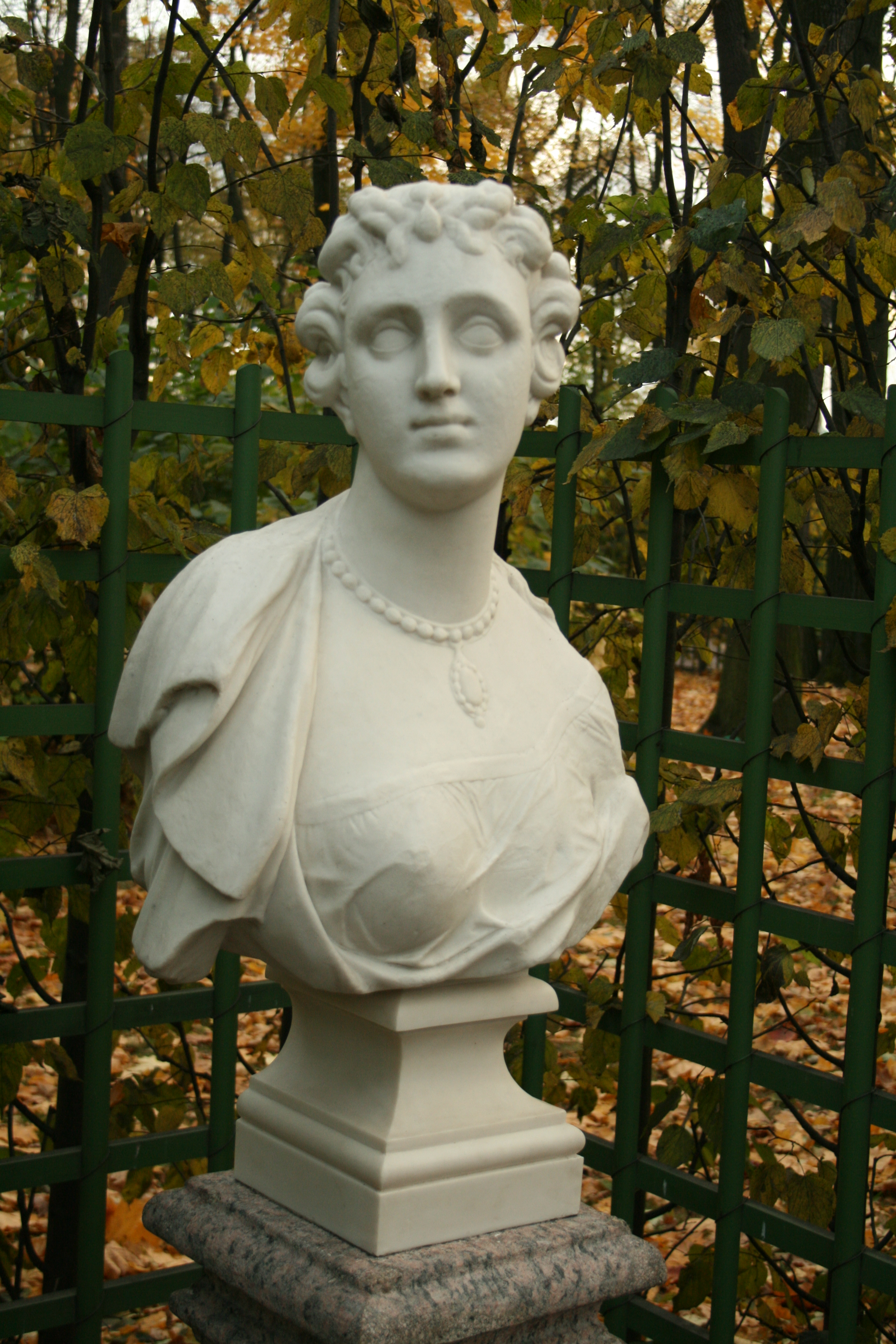

斯克麗波妮亞是盧基烏斯·斯克利波尼烏斯·利波的女兒。在與屋大維結婚之前，斯克麗波妮亞已有兩段婚姻：第一任丈夫是格奈烏斯·康內利烏斯·雷恩圖盧斯·馬爾切利努斯，第二任丈夫身份不明。她與屋大維於前40年結婚，但在大茱莉亞出生當天隨即離婚。